# X Games de Invierno Aspen 2010
La XIV edición de los X Games de Invierno se celebró en Aspen (Estados Unidos) entre el 28 y el 31 de enero de 2010 bajo la organización de la empresa de televisión ESPN.
Se disputaron pruebas de esquí acrobático y snowboard.

## Medallistas de esquí acrobático

### Masculino
| Evento         | Oro                            | Plata                          | Bronce                     |
| -------------- | ------------------------------ | ------------------------------ | -------------------------- |
| Campo a través | Christopher Del Bosco · Canadá | David Duncan · Canadá          | Brady Leman · Canadá       |
| Big air        | Bobby Brown Estados Unidos     | Thomas James Schiller · Canadá | Elias Ambühl · Suiza       |
| Slopestyle     | Bobby Brown Estados Unidos     | Andreas Håtveit · Noruega      | Sam Carlson Estados Unidos |
| Superpipe      | Kevin Rolland Francia          | Josiah Wells Nueva Zelanda     | Xavier Bertoni Francia     |
| High air       | Peter Olenick Estados Unidos   | Justin Dorey · Canadá          | Kevin Rolland Francia      |

### Femenino
| Evento         | Oro                           | Plata                      | Bronce                       |
| -------------- | ----------------------------- | -------------------------- | ---------------------------- |
| Campo a través | Ophélie David Francia         | Ashleigh McIvor · Canadá   | Kelsey Serwa · Canadá        |
| Slopestyle     | Kaya Turski · Canadá          | Keri Herman Estados Unidos | Grete Eliassen · Noruega     |
| Superpipe      | Jennifer Hudak Estados Unidos | Megan Gunning · Canadá     | Rosalind Groenewoud · Canadá |

## Medallistas de snowboard

### Masculino
| Evento         | Oro                         | Plata                       | Bronce                           |
| -------------- | --------------------------- | --------------------------- | -------------------------------- |
| Campo a través | Nate Holland Estados Unidos | Seth Wescott Estados Unidos | Alberto Schiavon · Italia        |
| Big air        | Halldór Helgason Islandia   | Torstein Horgmo · Noruega   | Mikkel Bang · Noruega            |
| Slopestyle     | Eero Ettala · Finlandia     | Eric Willett Estados Unidos | Charles Guldemond Estados Unidos |
| Superpipe      | Shaun White Estados Unidos  | Iouri Podladtchikov · Suiza | Kazuhiro Kokubo Japón            |

### Femenino
| Evento         | Oro                               | Plata                         | Bronce                               |
| -------------- | --------------------------------- | ----------------------------- | ------------------------------------ |
| Campo a través | Lindsey Jacobellis Estados Unidos | Helene Olafsen · Noruega      | Joanie Anderson Estados Unidos       |
| Slopestyle     | Jenny Jones Reino Unido           | Jamie Anderson Estados Unidos | Janna Meyen-Weatherby Estados Unidos |
| Superpipe      | Gretchen Bleiler Estados Unidos   | Kelly Clark Estados Unidos    | Hannah Teter Estados Unidos          |